# Old Swinford
Old Swinford är en ort i distriktet Dudley, i grevskapet West Midlands, i England. Oldswinford var en civil parish fram till 1866. Denna parish hade 13 874 invånare år 1831. Byn nämndes i Domedagsboken (Domesday Book) år 1086, och kallades då Suineforde.